# ミケランジェロの詩による3つの歌曲
『ミケランジェロの詩による3つの歌』（ミケランジェロのしによるみっつのうた、Drei Lieder nach Gedichten von Michelangelo）は、オーストリアの作曲家フーゴ・ヴォルフが1897年3月に作曲した歌曲集。W. ロベルト＝トルナウによりドイツ語訳されたミケランジェロ・ブオナローティの詩に作曲された、ヴォルフ最後の作品である。作曲者は同曲完成の6ヶ月後に梅毒による精神障害に陥り、作曲活動に終止符を打つこととなる。

## 概要
ヴォルフは、「彫刻家はもちろん、深いバスで歌うに違いない」と言って、低音部記号による、バスのための作品として作曲した。

## 構成
次の3曲からなっている。実際には、さらにもう1曲作曲されていたが破棄された。
1. しばしば私は思う（Wohl denk' ich oft）
2. 生あるものはすべて滅ぶ（Alles endet, was entstehet）
3. 私の魂は待望の神の光を感ずる（Fühlt meine Seele das ersehnte Licht von Gott）